# Sheriff Sinyan
Sheriff Sinyan (* 19. července 1996 Oslo) je gambijský profesionální fotbalista, který hraje na pozici středního obránce za norský klub Odds BK a za gambijský národní tým.

## Klubová kariéra
Sinyan hrál v akademiích klubů Oppsal IF a Holmlia SK. Před přestupem do juniorky prvoligového Lillestrømu SK odehrál 9 utkání v seniorském týmu Holmlie.
V dubnu 2016 Sinyan podepsal dvouletou smlouvu s A-týmem Lillestrømu SK. Sinyan nastoupil v prvních dvou kolech norského fotbalového poháru v letech 2015 a 2016, a v lize debutoval 17. července 2016, když odehrál poslední tři minuty utkání proti Sarpsborgu 08 v 16. kole Eliteserien.
Kvůli dlouhodobému zranění, které Sinyan utrpěl v roce 2016, dva roky marodoval. Do zápasu nastoupil až v září 2018 v rezervním týmu Lillestrømu.
Dne 30. června 2020 přestoupil Sinyan do Molde FK, ten v klubu podepsal smlouvu na tři roky.
V květnu 2021 se objevili spekulace o odchodu z klubu; podle norských médií by mohl v létě posílit pražskou Slavii. Do klubu přestoupil až o dva roky později, a to v létě 2023.

## Reprezentační kariéra
Sinyan debutoval v gambijském národním týmu 12. června 2019 v přátelském utkání proti Maroku, když o poločase vystřídal Ebou Adamse.

## Statistiky

### Klubové
K 19. prosinci 2020
| Klub       | Sezóna | Liga        | Liga   | Liga | Pohár  | Pohár | Evropské poháry | Evropské poháry | Celkem | Celkem |
| Klub       | Sezóna | Liga        | Zápasy | Góly | Zápasy | Góly  | Zápasy          | Góly            | Zápasy | Góly   |
| ---------- | ------ | ----------- | ------ | ---- | ------ | ----- | --------------- | --------------- | ------ | ------ |
| Holmlia    | 2013   | 3. divisjon | 9      | 3    | 0      | 0     | –               | –               | 9      | 3      |
| Holmlia    | Celkem | Celkem      | 9      | 3    | 0      | 0     | –               | –               | 9      | 3      |
| Lillestrøm | 2015   | Eliteserien | 0      | 0    | 2      | 0     | –               | –               | 2      | 0      |
| Lillestrøm | 2016   | Eliteserien | 10     | 1    | 2      | 0     | –               | –               | 12     | 1      |
| Lillestrøm | 2017   | Eliteserien | 0      | 0    | 0      | 0     | –               | –               | 0      | 0      |
| Lillestrøm | 2018   | Eliteserien | 0      | 0    | 0      | 0     | –               | –               | 0      | 0      |
| Lillestrøm | 2019   | Eliteserien | 19     | 0    | 3      | 0     | –               | –               | 22     | 0      |
| Lillestrøm | 2020   | 1. divisjon | 0      | 0    | 0      | 0     | –               | –               | 0      | 0      |
| Lillestrøm | Celkem | Celkem      | 29     | 1    | 7      | 0     | –               | –               | 36     | 1      |
| Molde      | 2020   | Eliteserien | 19     | 0    | 0      | 0     | 6               | 0               | 25     | 0      |
| Molde      | 2021   | Eliteserien | 0      | 0    | 0      | 0     | 3               | 0               | 3      | 0      |
| Molde      | Celkem | Celkem      | 19     | 0    | 0      | 0     | 9               | 0               | 28     | 0      |
| Celkem     | Celkem | Celkem      | 57     | 4    | 7      | 0     | 9               | 0               | 73     | 4      |